# 観音滝公園
観音滝公園（かんのんだきこうえん）は、鹿児島県薩摩郡さつま町（旧国薩摩国）にある観音滝周辺に作られた公園。公園自体は現存するが、下記諸施設は閉鎖されている。

## 特色
観音滝公園は、キャンプ場、川遊びができる河川プール、そば打ち体験ができる実習館、ガラス工芸館、グラウンドゴルフ場、温泉、宿泊所、そうめん流し、公園全体が見下ろせる展望所などがあったが、2022年12月をもって閉鎖となった。

## アクセス
基本的に交通手段は自家用車。
- 鹿児島市内から九州自動車道溝辺鹿児島空港ICより北薩横断道路を通りさつま観音滝IC周辺（30分）。
- 鹿児島空港からは阿久根市役所行のリムジンバスで約30分の薩摩支所前下車、タクシーで約5分または、徒歩約40分(上り坂)でも行ける。